# هانس روت
هانس روت (انگلیسی: Hans Rott؛ ‏ ۱ اوت ۱۸۵۸ – ۲۵ ژوئن ۱۸۸۴) موسیقی‌دان، آهنگساز و نوازندهٔ ارگ اهل اتریش بود. موسیقی او در روزگار فعلی چندان شناخته شده نیست، هرچند در زمانهٔ خود، مورد ستایش بزرگانی چون گوستاو مالر و آنتون بروکنر بود. وی دانش‌آموختهٔ دانشگاه موسیقی و هنرهای نمایشی وین بود و آثار متعددی از او به جای مانده‌است، از جمله یک سمفونی در لا بمل ماژور، یک سمفونی در می ماژور، یک لید و قطعاتی دیگر.
عمر او کوتاه بود. او در سنین جوانی دچار بیماری روانی و به‌ویژه توهم شکنجه شد؛ تا حدی که در آسایشگاه بیماران روانی بستری شد. از سال ۱۸۸۱ وی مبتلا به اختلال افسردگی عمده شدید نیز شد و بیماری‌اش را غیرقابل درمان تشخیص دادند. او در سال ۱۸۸۴ در سن ۲۵ سالگی در اثر سل درگذشت و پیکرش را در گورستان مرکزی وین به خاک سپردند.
از موسیقیِ وی در فیلم‌های قدیمی استفاده می‌شد که از آن میان می‌توان به ما هرگز نمی‌خوابیم اشاره کرد.